# Batalla de Refugio
La batalla de Refugio fue librada a partir del 12 de marzo al 15 de marzo de 1836, en las cercanías de Refugio (Texas). El general José Urrea al mando de 280 soldados se enfrentaron contra las fuerzas de Butler King que comandaba a 28 soldados voluntarios estadounidenses y poco después a las fuerzas del teniente coronel William Ward quien comandaba el batallón Georgia conformado por 120 rebeldes texanos. La batalla finalizó con la victoria mexicana, lo que obligó a fragmentar las fuerzas texanas que se encontraban en resistencia.

## Desarrollo
El día 7 de marzo el general Urrea se encontró en San Patricio con José Cuéllar "el Comanche", quien le informó que el coronel texano James Fannin se encontraba en Goliad y que planificaba realizar un ataque. Urrea organizó una fuerza de vanguardia conformada por 280 hombres —un grupo de dragones y de infantería cuyos soldados eran mayoritariamente indígenas mayas— con la intención de enfrentarlos. El día 12, en su camino a Refugio sorprendió a un grupo de 28 texanos comandados por Amon Butler King, quienes pretendían evacuar a un grupo de familias que vivían en la zona. 
Fannin envió un grupo de 120 hombres comandados por el teniente coronel William Ward en su ayuda, quienes en su camino acamparon en la misión Nuestra Señora del Refugio. El día 13, mediante una marcha nocturna las fuerzas mexicanas llegaron al mismo sitio el cual cercaron y atacaron, sin embargo el ataque no fue eficaz pues la mayor parte de los mayas no entendían idioma español y su respuesta no era confiable, ante esta situación Urrea ordenó a sus tropas replegarse. Los texanos intentaron escapar y fueron perseguidos por la caballería. De acuerdo a los reportes de Urrea, murieron 16 texanos y se hicieron 31 prisioneros. Desconociendo aún el tamaño de la fuerza que tendría que enfrentar, Urrea y sus oficiales tomaron la decisión de fusilar a 30 de los hombres que habían capturado, dejando en libertad a colonos y a todos los mexicanos. 
Una vez terminada la batalla y la persecución, el día 18, por órdenes de Antonio López de Santa Anna, el coronel Juan Morales con 3 cañones y 500 hombres de los batallones de Jiménez y San Luis, se unió a Urrea. Ambas fuerzas continuaron su avance hacia Goliad para enfrentar a Fannin. Donde semanas después se produciría la Masacre de Goliad.